# Парламентські вибори в Естонії 1923
Парламентські вибори пройшли в Естонії в період з 5 по 7 травня 1923. Вибори проходили з деякими порушеннями і деякі списки, здебільшого комуністів, оголосили недійсними. За результатами виборів утворився найбільш фрагментований парламент в історії Естонії.

## Результати
| Партія                                               | Голоси  | %    | Місця | +/– |
| ---------------------------------------------------- | ------- | ---- | ----- | --- |
| Асоціація фермерів                                   | 99 226  | 21,6 | 23    | ▲2  |
| Естонська соціалістична робоча партія                | 64 297  | 14,0 | 15    | ▼3  |
| Естонська лейбористська партія                       | 51 674  | 11,2 | 12    | ▼10 |
| Всенародний фронт працівників                        | 43 711  | 9,5  | 10    | ▲5  |
| Естонська народна партія                             | 34 646  | 7,5  | 8     | ▼2  |
| Християнська народна партія                          | 33 700  | 7,3  | 8     | ▲1  |
| Естонська незалежна соціалістична робітнича партія   | 21 704  | 4,7  | 5     | ▼6  |
| Національна ліберальна партія                        | 20 670  | 4,5  | 4     | ▲4  |
| Російська партія                                     | 18 829  | 4,1  | 4     | ▲3  |
| Партія поселенців                                    | 17 266  | 3,8  | 4     | ▲4  |
| Німецько-Балтійська партія                           | 15 950  | 3,5  | 3     | ▼1  |
| Загальнонаціональний союз товариства домовласників   | 9 967   | 2,2  | 2     | ▲2  |
| Союз орендарів                                       | 6 130   | 1,3  | 1     | ▲1  |
| Демобілізований союз                                 | 5 670   | 1,2  | 1     | ▲1  |
| Союз робочих                                         | 3 996   | 0,9  | —     | —   |
| Шведський національний союз                          | 3 600   | 0,8  | —     | —   |
| Дрібні землевласники Сааремаа                        | 2 496   | 0,5  | —     | —   |
| Економічна група                                     | 2 214   | 0,5  | —     | ▼1  |
| Сету-Інгерманландська група                          | 1 514   | 0,3  | —     | —   |
| Дрібні фермери, поселенці, міські та сільські робочі | 932     | 0,2  | —     | —   |
| Дрібні фермери Сету                                  | 639     | 0,1  | —     | —   |
| Сільська партія (Вирумаа, Валгамаа, Петсеримаа)      | 481     | 0,1  | —     | —   |
| Поселенці та державні орендатори (Сааремаа)          | 475     | 0,1  | —     | —   |
| Сільська партія (Гар'юмаа)                           | 175     | 0    | —     | —   |
| Партія націоналістів (Вирумаа)                       | 175     | 0    | —     | —   |
| Сільська партія (Таллінн)                            | 48      | 0    | —     | —   |
| Недійсні                                             | 17 199  | —    | —     | —   |
| Разом                                                | 477 284 | 100  | 100   | 0   |
| Явка                                                 | 702 542 | 67,9 | —     | —   |
| Джерело: Nohlen & Stöver                             |         |      |       |     |

## Джерело
- II Riigikogu valimised: 5.-7. mail 1923 / Riigi Statistika Keskbüroo = Élections au parlement: de 5.-7. mai 1923 / Bureau Central de Statistique de l'Estonie — Tallinn: Riigi Statistika Keskbüroo, 1923 (Tallinn: Tallinna Eesti Kirjastus-Ühisus ; Narva: M. Minis)